# Якуб Косецький
Якуб Косецький (пол. Jakub Kosecki, нар. 29 серпня 1990, Варшава) — польський футболіст, нападник клубу «Легія» та національної збірної Польщі. На умовах оренди грає за німецький «Зандгаузен».
Дворазовий володар Кубка Польщі. Чемпіон Польщі. 

## Клубна кар'єра
Народився 29 серпня 1990 року в місті Варшава. Вихованець футбольної школи клубу «Коса» (Костанцин).
2009 року уклав контракт з варшавською «Легією». Пробитися до «основи» столичного клубу нападнику не вдалося і, провівши лише 2 гри у його складі, 2010 року він був відданий в оренду до ЛКС (Лодзь). Сезон, проведений в оренді, пішов в актив гравця — він регулярно виходив на поле і досить багато забивав.
Проте, повернувшись до Варшави в 2011 році, не зміг виборити конкуренцію за місце в основному складі — провів протягом половини сезону за «Легію» лише 4 гри. Тож в лютому 2012 року знову був відданий в оренду, цього разу до «Лехії» (Гданськ).
Влітку 2012 повернувся з оренди до «Легії», де нарешті заграв в основному складі, провівши протягом першого сезону після повернення 25 ігор, в яких заніс собі до активу 9 забитих голів.
Проте у липні 2015 року керивніцтво «Легії» погодило перехід гравця на умовах ріної оренди до німецького «Зандгаузена».

## Виступи за збірні
2010 року залучався до складу молодіжної збірної Польщі. На молодіжному рівні зіграв в одному офіційному матчі.
2012 року дебютував в офіційних матчах у складі національної збірної Польщі. Наразі провів у формі головної команди країни 5 матчів, забивши 1 гол.

## Титули і досягнення
- Чемпіон Польщі (2):

«Легія» (Варшава): 2013, 2014
- Володар Кубка Польщі (3):

«Легія» (Варшава): 2012, 2013, 2015